# Burn It
"Burn It" er en single udgivet i 2010 af det danske elektro-rock-band Carpark North.
I den officielle musikvideo medvirker den dansk-albanske skuespiller, Rudi Køhnke.
| Musik | Spire Denne musikartikel er en spire som bør udbygges. Du er velkommen til at hjælpe Wikipedia ved at udvide den. |